# جهاد تبیین
جهاد تبیین اصطلاحی است که به دنبال سخنرانی سید علی خامنه‌ای، رهبر جمهوری اسلامی ایران در آذر ۱۴۰۰، به کلیدواژه‌های عمومی ایران اضافه شده‌است. این کلیدواژه برای تبلیغات فرهنگی، مذهبی و سیاسی همگانی در جهت چیزی است که سید علی خامنه‌ای آن را «مفاهیم عالی اسلامی» می‌نامد. در همین راستا برنامه‌ها و همایش‌ها و طرح‌های مختلفی زیر عنوان این عبارت برگزار و اجرا شد، کتابی تحت عنوان «جهاد تبیین در اندیشه حضرت آیت‌الله العظمی خامنه‌ای» توسط انتشارات انقلاب اسلامی وابسته به دفتر حفظ و نشر آثار خامنه‌ای منتشر شد و وزارت جهاد کشاورزی قرارگاه جهاد تبیین تشکیل داد.
مجلس ایران در جریان بررسی بخش هزینه‌ای لایحه بودجه ۱۴۰۱، یکصد میلیارد تومان برای «مقابله با جنگ نرم و جهاد تبیین» به معاونت مطبوعاتی وزارت ارشاد اختصاص داد. در پی تصویب این بودجه که واکنش‌های منفی گسترده‌ای در پی داشت، سید علی خامنه‌ای اعلام کرد تخصیص بودجه سنگین برای جهاد تبیین کار غلطی است و تجربه‌های گذشته نشان داده‌است «این بودجه‌ها غالباً هدر می‌رود.» در نهایت نمایندگان مجلس جهت تامین نظر شورای نگهبان، بند مربوط به اختصاص بودجه برای جهاد تبیین در سال ۱۴۰۱ را حذف کردند.